# Supercoupe de l'UEFA 2015
La Supercoupe de l'UEFA 2015 est la 40e édition de la Supercoupe de l'UEFA. Le match oppose deux clubs espagnols, le FC Barcelone vainqueur de la Ligue des champions 2014-2015 au Séville FC, vainqueur de la Ligue Europa 2014-2015.
La rencontre se déroule le 11 août 2015 au Stade Boris-Paichadze, situé à Tbilissi en Géorgie. La rencontre était initialement prévue au Stade Mikhaïl-Meskhi.
Les règles du match sont celles d'une finale de Coupe d'Europe : la durée de la rencontre est de 90 minutes. S'il y a toujours match nul, une prolongation de deux fois quinze minutes est jouée. S'il y a toujours égalité au terme de cette prolongation,  une séance de tirs au but est réalisée. Trois remplacements sont autorisés pour chaque équipe.
Le match est remporté par le FC Barcelone après prolongation, sur le score de 5 buts à 4.
Lionel Messi est élu homme du match.

## Feuille de match
| 11 août 2015  | FC Barcelone                                              | 5 - 4 ap | Séville FC                                                   | Stade Boris-Paichadze, Tbilissi                 |                                                 |
| 22 h 45 UTC+4 | Messi 7e 16e · Rafinha 44e · Luis Suárez 52e · Pedro 115e | (3 – 1)  | 3e Banega · 57e Reyes · 72e (pen.) Gameiro · 81e Konoplyanka | Spectateurs : 51 940 Arbitrage : William Collum | Spectateurs : 51 940 Arbitrage : William Collum |
| 22 h 45 UTC+4 | Rapport                                                   |          |                                                              | Spectateurs : 51 940 Arbitrage : William Collum | Spectateurs : 51 940 Arbitrage : William Collum |

| Barcelone | Séville |

| G             | 1  | Marc-André ter Stegen |      |     |
| D             | 6  | Dani Alves            | 120e |     |
| D             | 3  | Gerard Piqué          |      |     |
| D             | 14 | Javier Mascherano     |      | 93e |
| D             | 24 | Jérémy Mathieu        | 71e  |     |
| M             | 4  | Ivan Rakitić          |      |     |
| M             | 5  | Sergio Busquets       | 117e |     |
| M             | 8  | Andrés Iniesta (c)    |      | 63e |
| A             | 10 | Lionel Messi          |      |     |
| A             | 9  | Luis Suárez           |      |     |
| A             | 12 | Rafinha               |      | 78e |
| Remplaçants : |    |                       |      |     |
| G             | 13 | Claudio Bravo         |      |     |
| D             | 15 | Marc Bartra           |      | 78e |
| D             | 21 | Adriano               |      |     |
| M             | 20 | Sergi Roberto         |      | 63e |
| A             | 7  | Pedro                 | 94e  | 93e |
| A             | 29 | Sandro Ramírez        |      |     |
| A             | 31 | Munir El Haddadi      |      |     |
| Entraîneur :  |    |                       |      |     |
| Luis Enrique  |    |                       |      |     |

| Homme du match : Lionel Messi Arbitres assistants : Damien MacGraith Francis Connor Quatrième arbitre : Graham Chambers Arbitres assistants supplémentaires: Bobby Madden Kevin Clancy |

| G             | 13 | Beto                   |       |     |
| D             | 23 | Coke                   | 87e   |     |
| D             | 3  | Adil Rami              |       |     |
| D             | 4  | Grzegorz Krychowiak    | 14e   |     |
| D             | 2  | Benoît Trémoulinas     |       |     |
| M             | 7  | Michael Krohn-Dehli    | 120e  |     |
| M             | 19 | Éver Banega            | 90+2e |     |
| M             | 10 | José Antonio Reyes (c) |       | 68e |
| A             | 8  | Vicente Iborra         |       | 80e |
| A             | 20 | Vitolo                 |       |     |
| A             | 9  | Kévin Gameiro          |       | 80e |
| Remplaçants : |    |                        |       |     |
| G             | 1  | Sergio Rico            |       |     |
| D             | 25 | Mariano                |       | 80e |
| M             | 12 | Gaël Kakuta            |       |     |
| M             | 16 | Luismi (en)            |       |     |
| M             | 17 | Denis Suárez           |       |     |
| M             | 22 | Yevhen Konoplyanka     |       | 68e |
| A             | 11 | Ciro Immobile          | 92e   | 80e |
| Entraîneur :  |    |                        |       |     |
| Unai Emery    |    |                        |       |     |

## Déroulement du match
|                      | FC Barcelone | Séville FC |
| Possession du ballon | 62 %         | 38 %       |
| Tirs cadrés          | 10           | 6          |
| Tirs non cadrés      | 14           | 11         |
| Arrêts du gardien    | 2            | 5          |
| Fautes commises      | 20           | 21         |
| Corners obtenus      | 8            | 4          |
| Hors-jeu             | 3            | 4          |
| Cartons jaunes       | 4            | 5          |
| Cartons rouges       | 0            | 0          |